# Moncalvo
Moncalvo (piemontiul: Moncalv) település Olaszországban, Piemont régióban, Asti megyében. Lakosainak száma 2730 fő (2023. január 1.). Moncalvo Castelletto Merli, Grana, Grazzano Badoglio, Penango, Ponzano Monferrato, Alfiano Natta, Cereseto és Ottiglio községekkel határos.

## Népesség
A település lakossága az elmúlt években az alábbi módon változott:
| Lakosok száma | 2988 | 2965 | 2730 |
|               | 2017 | 2018 | 2023 |